# Cantón de Vescovato
El cantón de Vescovato era una división administrativa francesa que estaba situada en el departamento de Alta Córcega y la región de Córcega.

## Composición
El cantón estaba formado por siete comunas:
- Castellare-di-Casinca
- Loreto-di-Casinca
- Penta-di-Casinca
- Porri
- Sorbo-Ocagnano
- Venzolasca
- Vescovato

## Supresión del cantón de Vescovato
En aplicación del Decreto nº 2014-255 de 26 de febrero de 2014, el cantón de Vescovato fue suprimido el 22 de marzo de 2015 y sus 7 comunas pasaron a formar parte del nuevo cantón de Casinca-Fiumalto.